# Pequenas Coisas como Estas
Pequenas Coisas Como Estas (título original: Small Things Like These) é um livro de ficção histórica escrito por Claire Keegan, publicada em 30 de novembro de 2021 pela Grove Press. Em 2022, o livro venceu o Prêmio George Orwell de Ficção Política e foi finalista do Prêmio Rathbones Folio e do Prêmio Booker Prize. A obra foi adaptada para o cinema no filme de mesmo nome, estrelado por Cillian Murphy, que teve sua estreia em 15 de fevereiro de 2024. O longa começou sua distribuição ampla na Irlanda e no Reino Unido em 1º de novembro de 2024, chegando aos Estados Unidos uma semana depois, em 8 de novembro de 2024.

## Premissa
Bill Furlong é um comerciante de carvão e combustível na cidade de New Ross, Irlanda, em 1985. Quando nasceu, sua mãe era uma adolescente solteira, ostracizada pela própria família, mas que teve permissão para continuar trabalhando respeitosamente como empregada doméstica, graças à sua bondosa patroa, Mrs. Wilson. Agora, como um homem de família trabalhador, Bill se prepara para o Natal com sua esposa e suas cinco filhas.
Durante uma entrega de carvão ao convento local, ele começa a suspeitar que a suposta escola de treinamento para meninas seja, na verdade, um cruel e abusivo "Magdalene laundry". Primeiro, ele encontra um grupo de jovens mulheres, com aparência deprivada, polindo os pisos, sendo que uma delas pede sua ajuda para fugir e se afogar no rio. Na sua próxima entrega, ele encontra uma menina chamada Sarah trancada em um anexo, tendo passado a noite inteira no frio. Ao libertá-la, ela pede que ele descubra algo sobre seu bebê, mas a Madre Superiora interrompe-os. Ela diz a Bill que Sarah tem problemas mentais e acabou ficando fora de propósito, distraindo-o com chá e o presente de Natal.
Bill tenta ignorar os acontecimentos perturbadores no convento, como sua esposa sugere. Sentindo-se inquieto, ele decide visitar Ned, o empregado da antiga casa de Mrs. Wilson, com quem fora próximo na infância. O novo proprietário da propriedade informa que Ned foi internado e não mora mais ali. Ela comenta casualmente que Bill é muito parecido com Ned, fazendo Bill começar a suspeitar que Ned seja seu pai. Mais tarde, a proprietária do bar local avisa Bill para não criticar publicamente o convento, pois a igreja tem envolvimento em todas as partes da vida local.
Ele retorna ao convento e encontra Sarah novamente trancada no frio. Ele lhe oferece seu casaco e caminha com ela de volta para sua casa, atraindo olhares dos locais por onde passam. Ao chegar em sua porta, Bill sente medo, mas se mantém otimista, acreditando que fazer a coisa certa acabará dando certo.

## Recepção
Pequenas Coisas Como Estas foi amplamente bem recebido pela crítica e obteve avaliações bem estreladas da Kirkus Reviews e da Library Journal. De acordo com o Book Marks, o livro recebeu um consenso "entusiástico", com base em vinte e uma críticas: dezenove "entusiásticas" e duas "positivas". Na edição de março/abril de 2022 da revista Bookmarks, o livro recebeu quatro de cinco estrelas. O resumo crítico da revista afirma: "Compre duas cópias", aconselhou o *Washington Post: "uma para guardar, outra para dar".
Vários críticos comentaram sobre a narrativa moral do livro, que se apresenta como "uma espécie de anti-Um Conto de Natal". A Kirkus descreveu o livro como uma "[proeza] deslumbrante de narrativa e clareza moral". O jornal The Herald afirmou que o livro "nos assegura que todos somos capazes de fazer a coisa certa e que a bondade, assim como a miséria, pode ser transmitida de homem para homem".
A profundidade do livro surpreendeu alguns críticos, considerando que Pequenas Coisas Como Estas é uma leitura rápida que poderia ser considerada uma novela devido ao seu tamanho. A Associated Press observou: "A economia de palavras de Keegan é um feito... O livro leva cerca de uma hora para ser lido, mas ainda assim você sente que conhece Bill Furlong ao final e entende por que ele faz o que faz. Sua história de heroísmo silencioso não precisa de mais palavras". Sentimento semelhante foi compartilhado pelo Los Angeles Times, que escreveu: "Keegan, cujas histórias curtas contêm uma profundidade e grandeza incomuns, é a única escritora contemporânea capaz de realizar o feito de criar um mundo totalmente imaginado, estruturado e sustentado com tanta brevidade".
Os críticos também destacaram o estilo de escrita de Keegan. Sua prosa foi descrita como "surpreendentemente poderosa", "languida e cristalina" na Booklist, e como "silenciosa e precisa, como uma joia em sua clareza" na Library Journal. Além disso, o Financial Times destacou: "Keegan tem um ouvido aguçado para dialetos sem deixar que eles sobrecarreguem as conversas", e Damon Galgut escreveu no The Times Literary Supplement: "Keegan sabe pesar e cadenciar suas frases, e seu ótimo julgamento proporciona muitos prazeres sutis... [Ela] explora totalmente o poder da reticência".
Lamorna Ash, escrevendo para o The Guardian, observou que Pequenas Coisas Como Estas "não parece tão devastador, tão duradouro, quanto o trabalho anterior de Keegan. Talvez, pela primeira vez em sua escrita, a leveza aqui tenha se tornado excessiva – está mantida muito afastada da escuridão que se esconde do outro lado da cidade".

## Adaptação
O Irish Independent informou em fevereiro de 2023 que estavam sendo buscadas locações para a adaptação cinematográfica do livro. O ator Cillian Murphy estrela o filme, com o roteiro escrito pelo colaborador de longa data de Murphy, Enda Walsh. Em janeiro de 2024, foi confirmado que Pequenas Coisas Como Estas abriria o 74º Festival Internacional de Cinema de Berlim, no dia 15 de fevereiro. O filme foi lançado no Reino Unido e na Irlanda em 1º de novembro de 2024, e nos Estados Unidos em 8 de novembro.